# Diamantendetektiv Dick Donald
Diamantendetektiv Dick Donald war eine Abenteuerserie im ZDF, die wöchentlich im Vorabendprogramm lief. Es entstanden 13 Folgen zu je 25 Minuten; geschaffen von den Regisseuren Jürgen Goslar (Folgen 1–7) und Erich Neureuther (Folgen 8–13) nach den Drehbüchern von Heinz Bothe-Pelzer (Folgen 1–13). 
Die Serie wurde 1970 an Originalschauplätzen in Südafrika gedreht und schildert die Abenteuer des titelgebenden Detektivs Dick Donald (Götz George), der gegen Diamantenräuber eingesetzt wird. Der athletische Draufgänger bewährt sich in nahezu jeder Folge in Schlägereien und Actionszenen und ist auch als Frauenheld erfolgreich. Dem Detektiv zur Seite steht seine Assistentin Daisy (Loni von Friedl, zu dieser Zeit mit George verheiratet). 
Abgesehen von den beiden Hauptrollen wurden fast alle anderen Rollen mit südafrikanischen Schauspielern besetzt, die im Sendegebiet des ZDF unbekannt waren.
Diamantendetektiv Dick Donald sollte an den großen Erfolg der ähnlich gelagerten Serie Percy Stuart anknüpfen, erreichte aber nicht deren Popularität und wurde deshalb nach 13 Folgen wieder eingestellt. Götz George spielte in der Serie eine seiner ersten TV-Hauptrollen und führte fast alle Stunts selbst aus. 
Am Ende der 13. Folge sackt Donald nach einem Messerstich in die Brust blutend in sich zusammen. Ob er den Angriff überlebt hat, wurde nie geklärt, da die Serie nicht weitergeführt wurde.

## Folgen der Erstausstrahlung
1. Duell in der Wüste – 13. Januar 1971
2. Der Assistent – 20. Januar 1971
3. Der stumme Zeuge – 27. Januar 1971
4. Tödliche Steine – 3. Februar 1971
5. Blue Train – 10. Februar 1971
6. Schüsse in der Kalahari – 17. Februar 1971
7. MacBannisters Witwe – 24. Februar 1971
8. Aussteigen verboten – 3. März 1971
9. Spezialkollektion – 10. März 1971
10. Großwildjagd – 17. März 1971
11. Doppeltes Spiel – 24. März 1971
12. In der Wüste Okangawa – 31. März 1971
13. Ein Mann wird gejagt – 7. April 1971